# Armand Martínez Sagi
Armand Martínez Sagi   (Barcelona, 28 d'abril de 1900 - Barcelona, 11 de juliol de 1997) fou un futbolista i jugador de billar català.
Fou germà d'Anna Maria Martínez Sagi, atleta, periodista, escriptora i primera directiva dona del FC Barcelona, i cosí d'Emili Sagi-Barba, amb qui jugà al FC Barcelona. Durant molts anys es pensà que era el jugador més jove en jugar al Barça, amb 14 anys, fins que es descobrí que havia falsificat la seva data de naixement.

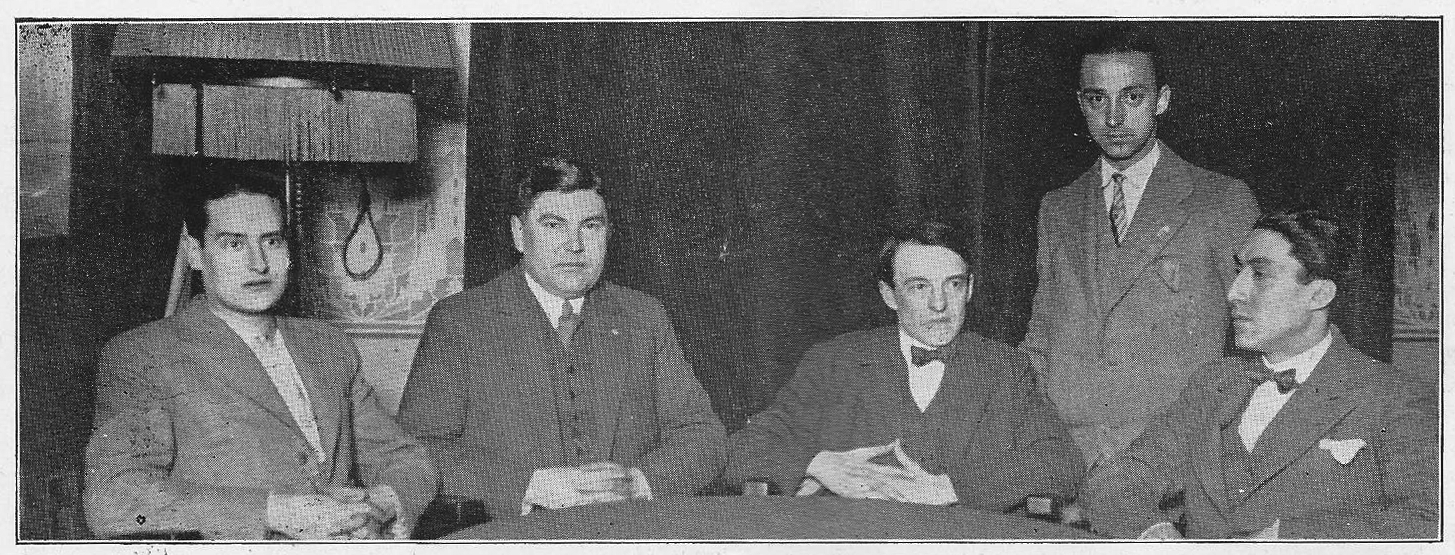
Armand Martínez Sagi (dempeus) al Mundial de tres bandes de 1930 a Amsterdam, juntament amb Enric Miró, Arnoud Sengers, Otto Unshelm i Edmond Soussa (des de l'esquerra).

Com a futbolista va jugar de davanter centre i d'interior, tant a l'esquerra com a la dreta. Va jugar al Futbol Club Barcelona de l'edat d'or entre 1919 i 1923, i més tard la temporada 1924-25. Mai fou titular indiscutible doncs coincidí amb grans jugadors que formaren una davantera mítica del club, Piera, Samitier, Gràcia, Alcántara i el seu cosí Sagi. Durant aquests anys guanyà dues Copes d'Espanya i dos Campionats de Catalunya jugant un total de 66 partits en els quals marcà dos gols. També jugà al CE Júpiter la temporada 1923-24 i a l'Alfons XIII de Palma de Mallorca i amb la selecció catalana de futbol el 1928-29.
A més de futbolista Armand Martínez Sagi també practicà el tennis, però on més va destacar fou com a jugador de billar, essent campió del món de billar de fantasies amb caramboles l'any 1932.